# Алі Ашкані
Алі Ашкані (перс. علی اشکانی آق بلاغ; нар. 16 листопада 1978, Тегеран) — іранський борець греко-римського стилю, срібний призер чемпіонату світу, триразовий чемпіон та срібний призер чемпіонатів Азії, бронзовий призер Кубку світу, володар Кубку Азії.

## Життєпис
Боротьбою почав займатися з 1990 року. У 1998 році став бронзовим призером чемпіонату світу серед юніорів. Того ж року став чемпіоном Азії серед юніорів. У 2000 завоював бронзову нагороду чемпіонату світу серед студентів. У 2002, 2004 та 2005 роках ставав чемпіоном цих же змагань.
Виступав за борцівський клуб «Тахті» Ардебіль. Тренер — Джафар Дамірчі.
Після завершення виступів перейшов на тренерську роботу. Серед вихованців — бронзовий призер чемпіонату світу, триразовий чемпіон Азії, чемпіон Азійських ігор, володар Кубку світу Хоссейн Нурі.

## Спортивні результати на міжнародних змаганнях

### Виступи на Олімпіадах
| Змагання                    | Збірна | Вагова категорія                 | Місце |
| --------------------------- | ------ | -------------------------------- | ----- |
| Літні Олімпійські ігри 2000 | Іран   | греко-римська боротьба, до 58 кг | 5     |
| Літні Олімпійські ігри 2004 | Іран   | греко-римська боротьба, до 60 кг | 11    |

### Виступи на Чемпіонатах світу
| Змагання                        | Збірна | Вагова категорія                 | Місце  |
| ------------------------------- | ------ | -------------------------------- | ------ |
| Чемпіонат світу з боротьби 1999 | Іран   | греко-римська боротьба, до 58 кг | 9      |
| Чемпіонат світу з боротьби 2001 | Іран   | греко-римська боротьба, до 58 кг | 6      |
| Чемпіонат світу з боротьби 2003 | Іран   | греко-римська боротьба, до 60 кг | 21     |
| Чемпіонат світу з боротьби 2005 | Іран   | греко-римська боротьба, до 60 кг | Срібло |
| Чемпіонат світу з боротьби 2006 | Іран   | греко-римська боротьба, до 60 кг | 7      |
| Чемпіонат світу з боротьби 2007 | Іран   | греко-римська боротьба, до 60 кг | 13     |

### Виступи на Чемпіонатах Азії
| Змагання                       | Збірна | Вагова категорія                 | Місце  |
| ------------------------------ | ------ | -------------------------------- | ------ |
| Чемпіонат Азії з боротьби 1999 | Іран   | греко-римська боротьба, до 58 кг | 5      |
| Чемпіонат Азії з боротьби 2000 | Іран   | греко-римська боротьба, до 58 кг | Золото |
| Чемпіонат Азії з боротьби 2001 | Іран   | греко-римська боротьба, до 58 кг | Золото |
| Чемпіонат Азії з боротьби 2003 | Іран   | греко-римська боротьба, до 60 кг | Срібло |
| Чемпіонат Азії з боротьби 2005 | Іран   | греко-римська боротьба, до 60 кг | Золото |

### Виступи на Азійських іграх
| Змагання           | Збірна | Вагова категорія                 | Місце |
| ------------------ | ------ | -------------------------------- | ----- |
| Азійські ігри 1998 | Іран   | греко-римська боротьба, до 54 кг | 7     |
| Азійські ігри 2002 | Іран   | греко-римська боротьба, до 60 кг | 5     |
| Азійські ігри 2006 | Іран   | греко-римська боротьба, до 60 кг | 11    |

### Виступи на Кубках світу
| Змагання                    | Збірна | Вагова категорія                 | Місце  |
| --------------------------- | ------ | -------------------------------- | ------ |
| Кубок світу з боротьби 1997 | Іран   | греко-римська боротьба, до 54 кг | Бронза |

### Виступи на Кубках Азії
| Змагання                   | Збірна | Вагова категорія                 | Місце  |
| -------------------------- | ------ | -------------------------------- | ------ |
| Кубок Азії з боротьби 2003 | Іран   | греко-римська боротьба, до 66 кг | Золото |

### Виступи на інших змаганнях
| Змагання                                                             | Збірна | Вагова категорія                 | Місце  |
| -------------------------------------------------------------------- | ------ | -------------------------------- | ------ |
| Олімпійський кваліфікаційний турнір з боротьби 2000 (Фаенца)         | Іран   | греко-римська боротьба, до 58 кг | Золото |
| Олімпійський кваліфікаційний турнір з боротьби 2000 (Клермон-Ферран) | Іран   | греко-римська боротьба, до 58 кг | Золото |
| Олімпійський кваліфікаційний турнір з боротьби 2000 (Колорадо)       | Іран   | греко-римська боротьба, до 58 кг | Бронза |
| Чемпіонат світу з боротьби серед студентів 2000                      | Іран   | греко-римська боротьба, до 63 кг | Бронза |
| Чемпіонат світу з боротьби серед студентів 2002                      | Іран   | греко-римська боротьба, до 60 кг | Золото |
| Олімпійський кваліфікаційний турнір з боротьби 2004 (Новий Сад)      | Іран   | греко-римська боротьба, до 60 кг | 18     |
| Олімпійський кваліфікаційний турнір з боротьби 2004 (Ташкент)        | Іран   | греко-римська боротьба, до 60 кг | Бронза |
| Чемпіонат світу з боротьби серед студентів 2004                      | Іран   | греко-римська боротьба, до 60 кг | Золото |
| Чемпіонат світу з боротьби серед студентів 2005                      | Іран   | греко-римська боротьба, до 60 кг | Золото |
| Кубок Ядегара Імама 2006                                             | Іран   | греко-римська боротьба, до 60 кг | Золото |
| Золотий Гран-прі з боротьби 2006                                     | Іран   | греко-римська боротьба, до 60 кг | Золото |
| Турнір Дана Колова — Николи Петрова 2007                             | Іран   | греко-римська боротьба, до 60 кг | 8      |
| Кубок Ядегара Імама 2009                                             | Іран   | греко-римська боротьба, до 60 кг | 5      |

### Виступи на змаганнях молодших вікових груп
| Змагання                                      | Збірна | Вагова категорія                 | Місце  |
| --------------------------------------------- | ------ | -------------------------------- | ------ |
| Чемпіонат світу з боротьби серед юніорів 1997 | Іран   | греко-римська боротьба, до 56 кг | 7      |
| Чемпіонат Азії з боротьби серед юніорів 1998  | Іран   | греко-римська боротьба, до 56 кг | Золото |
| Чемпіонат світу з боротьби серед юніорів 1998 | Іран   | греко-римська боротьба, до 56 кг | Бронза |